# Typhlocyba scripta
Typhlocyba scripta är en insektsart som beskrevs av Mcatee 1919. Typhlocyba scripta ingår i släktet Typhlocyba och familjen dvärgstritar.
Artens utbredningsområde är Newfoundland. Inga underarter finns listade i Catalogue of Life.